# The Astrophysical Journal
The Astrophysical Journal, ofte forkortet ApJ (udtalt "ap jay"), er et fagfællebedømt videnskabeligt tidsskrift inden for emnerne astrofysik og astronomi, grundlagt i 1895 af de amerikanske astronomer George Ellery Hale og James Edward Keeler. Tidsskriftet stoppede med at udkomme på tryk i 2015 og er derefter kun udgivet elektronisk. Tidligere (i 2013) udkom der tre 900-siders trykte udgaver hver måned.
Siden 1953 har The Astrophysical Journal Supplementer Series (ApJS) blevet udgivet i tillæg til The Astrophysical Journal med generelt længere artikler til at supplere materialet i tidsskriftet.
The Astrophysical Journal Letters (ApJL) som blev startet i 1967 by Subrahmanyan Chandrasekhar som sektion 2 af The Astrophysical Journal, er nu et selvstændigt tidsskrift som fokuserer på hurtig publicering af betydende astronomisk forskning.
Tidsskriftet blev, sammen med tillægsserierne, udgivet af University of Chicago Press på vegne af American Astronomical Society frem til januar 2009. Det blev da overført til IOP Publishing, angiveligt som følge af øgede økonomiske krav fra University of Chicago Press.
Sammenlignet med tidsskrifter inden for andre videnskabelige områder har The Astrophysical Journal en stor acceptrate (større end 85 %), men den er på samme niveau som i andre tiddskrifter som dækker astronomi og astrofyskik.
Meget materiale om ApJ's historie frem til 1995 er udgivet i en artikel med titlen Some Statistical Highlights of the Astrophysical Journal fra 1995.

## Redaktører
Følgende personer har været chefredaktører for tidsskriftet:
- George Hale (1895–1902)
- Edwin Brant Frost (1902–1932)
- Edwin Hubble (1932–1952)
- Subrahmanyan Chandrasekhar (1952–1971)
- Helmut A. Abt (1971–1999)
- Robert Kennicutt (1999–2006)
- Ethan Vishniac (fra 2006)